# Cyril Andresen
Cyril Romain Andresen (Frederiksberg, 23 de novembro de 1929 — 12 de setembro de 1977) foi um velejador dinamarquês, medalhista olímpico. Ele competiu nos Jogos Olímpicos de Verão de 1956 na classe Dragon e conquistou a medalha de prata, ao lado de Ole Berntsen e Christian von Bülow. Andresen era membro do Kongelig Dansk Yachtklub.